# Армяне на Мальте

Логотип Армянской Общины Мальты

Армянская диаспора Мальты (арм. Հայերը Մալթայում, англ. Armenians in Malta) — община армян, проживающих на острове Мальта. Численность армян на Мальте достигает нескольких тысяч, однако самоидентифицируются лишь 300—350 человек, так как многие из них давно ассимилировались с местным населением, и считают себя мальтийцами. Об армянском происхождении свидетельствуют их фамилии или документы, сохранившиеся в семейном архиве. Интересы армянской диаспоры Мальты представляет «Армянская Община Мальты».

## История

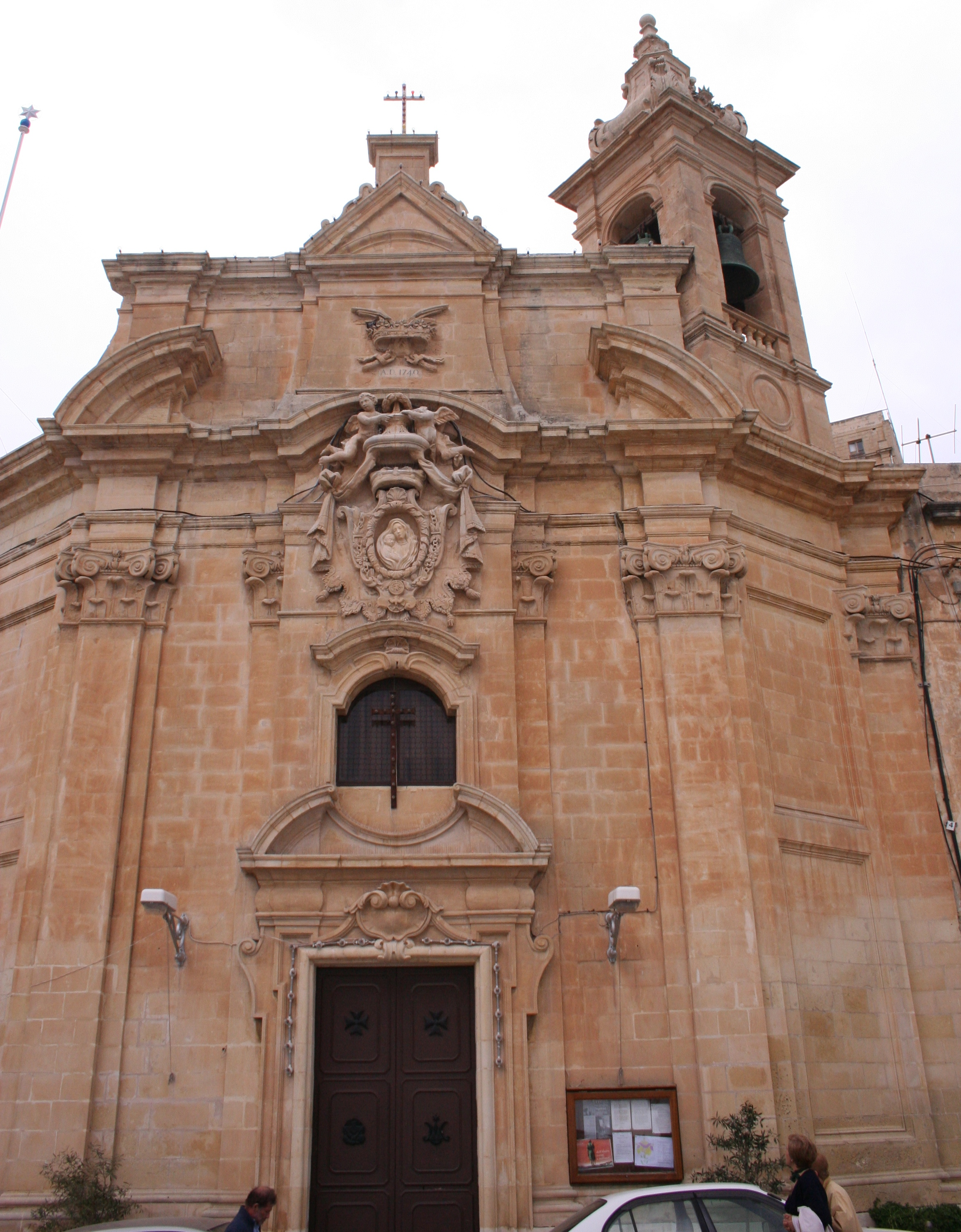
Церковь Та'Лиезе, Мальта

Взаимоотношение Армянского царства с Мальтийским орденом имеет очень древние исторические корни, зародившиеся в 1097 году.
Мальтийский Орден (Иерусалимский Орден Госпитальеров) в Киликийском армянском царстве стал обладателем земельных владений, начиная с 1149 г. В 1163 г. он получил новое пожалование—крепость в районе города Маместия, а при Левоне II — две крепости в Селевкии. Орден просуществовал в Киликии до 1375 года. После падения Киликийского армянского царства многие армянские рыцари и простые граждане переселились на остров Мальта.
Второе массовое переселение армян на Мальту произошло после геноцида армян 1915 года в Османской Империи, а третье — в конце 1990-х годов в связи распадом СССР. Основная часть в дальнейшем переселилась в страны континентальной Европы.
Одним из исторических примеров присутствия армян на Мальте является церковь Та’Лиэзе, которая была построена 1620 году на средства, выделенные рыцарем Жанном де Белейом Балли де Армения, одного из потомков рода Лузиньянов.

## Армянская Община Мальты

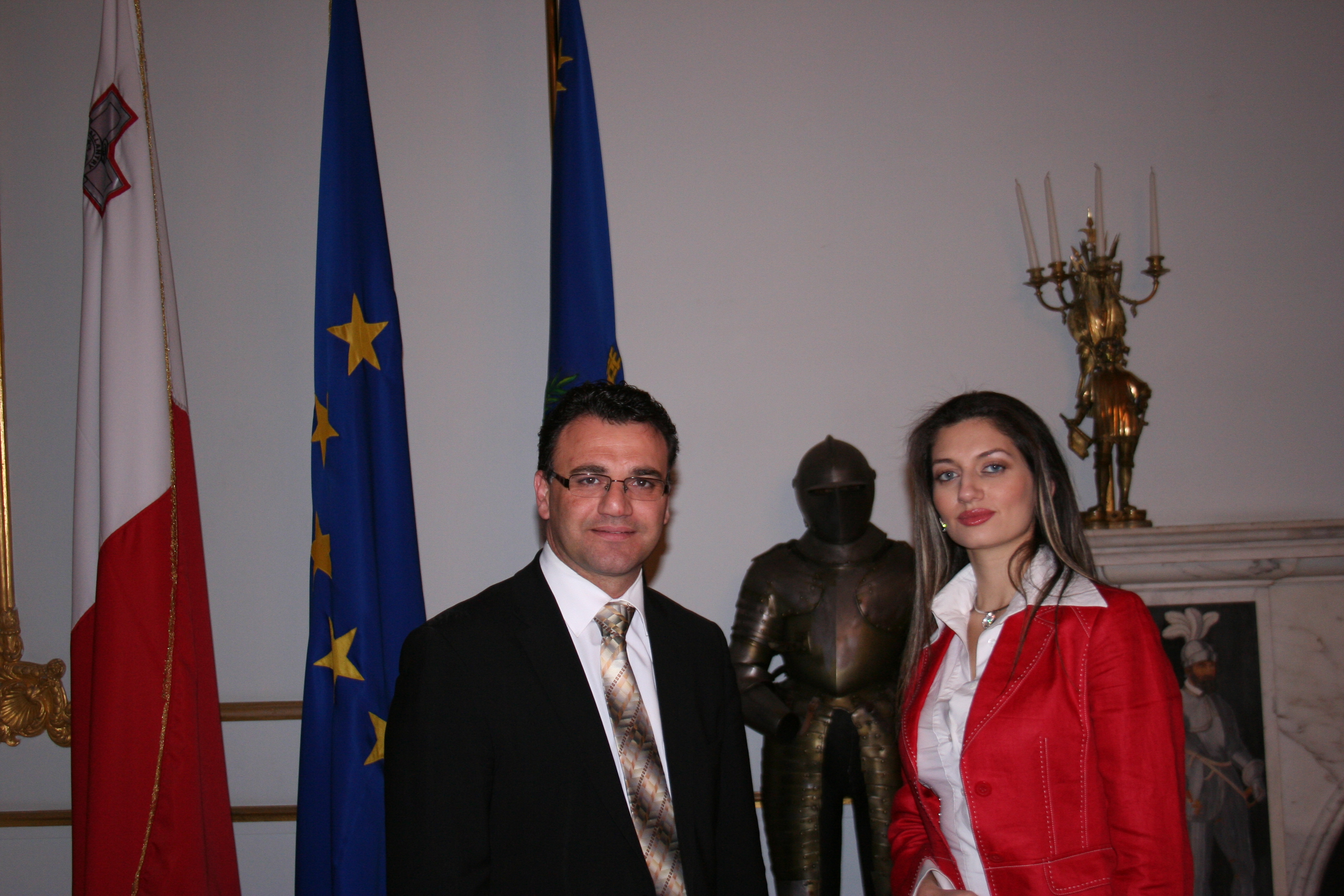
Председатель правления Армянской Общины Мальты Вера Бояджян и член мальтийскогo парламента Дэвид Аджус в Зале приемов, Парламент Мальты

Армянская Община Мальты (англ. Armenian Community of Malta)— международная общественная организация, основанная на самоуправлении и осуществляющая свою деятельность в соответствии с Конституцией Республики Мальта и действующим законодательством мальтийской республики. Членами Общины являются объединённые на добровольных началах армяне и члены их семей (жителей Республики Мальта). Община действует на территории Республики Мальта и ЕС; является юридическом лицом, имеет свой логотип.
10 июля 2009 года Армянская Община Мальты была зарегистрирована в числе общественных организаций Мальты (List of Voluntary Organisations), утверждённых правительством Республики Мальта. 31 июля 2009 года в гостинице «Хилтон» (Hilton Hotels) состоялся первый конгресс армян Мальты. На конгрессе было утверждено руководство Армянской Диаспоры Мальты. Председателем Правления Армянской Общины Мальты была избрана Вера Бояджян.

### Цели и задачи
Целью Общины является объединение усилий армянского населения, направленных на сохранение и развитие армянской культуры и языка; защиту прав и интересов своих членов; укрепление дружбы между армянами и мальтийцами.
Для достижения своих целей Община содействует изданию и распространению литературы, пропагандирующей достижения армянских культурных центров, организует семинары, конференции, выставки, сама принимает участие в подобных мероприятиях; в рамках действующего мальтийского законодательства оказывает помощь и содействие своим членам во всех сферах их деятельности .

### Структура общины
Высшим органом Общины является Собрание её членов, созываемое не реже одного раза в год. Собрание избирает Совет Общины, определяет её численный состав и избирает председателя. Совет Общины формируется из избранных на Собрании членов общины. Совет Общины координирует деятельность членов Общины; избирает из своих членов заместителя председателя; организовывает подготовку и проведение Собрания и определяет пути реализации решений, принятых на Собрании.
Председатель Общины осуществляет контроль над текущей деятельностью Общины, представляет Общину во взаимоотношениях с различными организациями, подписывает от имени Общины договоры, письма и заявления, обладает правом первой подписи всех финансовых, юридических, служебных и иных документов; контролирует исполнение решений Совета Общины; имеет право созыва внеочередного Собрания и Совета Общины; обладает правом решающего голоса во время возникновения спора при голосовании на заседаниях Совета Общины.
Ревизионная комиссия Общины осуществляет контроль над финансово-хозяйственной деятельностью Общины. Члены Совета Общины не могут входить в ревизионную комиссию .

### Достижения Общины

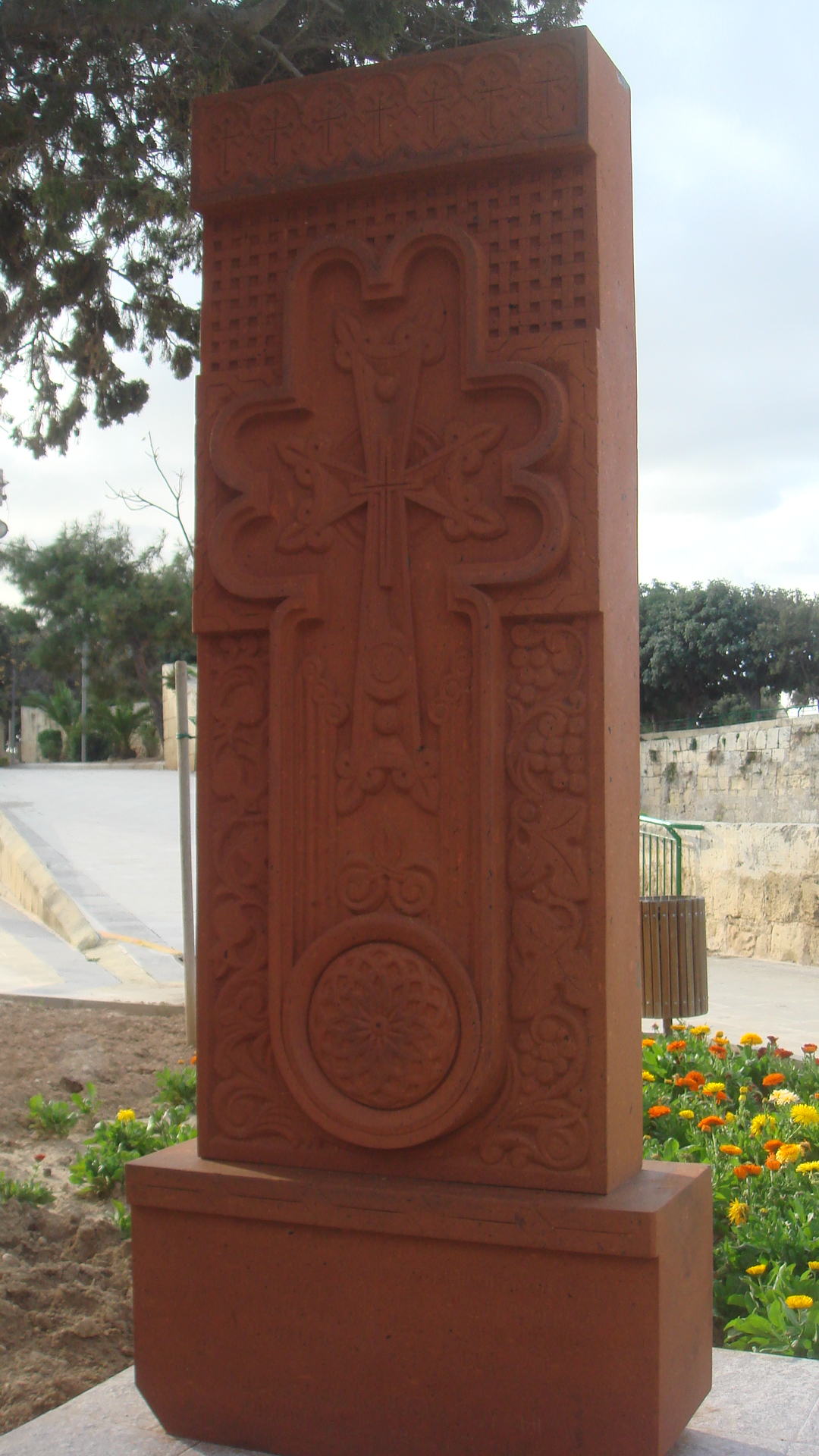
Хачкар, установленный в центре города Валлетта, Мальта, 22 декабря 2009 года от имени Ашота и Веры Бояджян и Армянской Диаспоры Мальты

За короткий промежуток времени после первого конгресса армян на Мальте Армянская Община Мальты полностью реализовала большинство задач, поставленных на конгрессе. 22 декабря 2009 года в центре города Валлетта в Гастингс Гарденсе напротив резиденции Мальтийского ордена (главной резиденции на Мальте) состоялось торжественное открытие армянского хачкара (специально изготовленного и доставленного из Армении на Мальту). На церемонии открытия присутствовали члены парламента Мальты, мэр города Валлетты и другие высокопоставленные гости. Надпись на памятной доске, установленной у Хачкара, гласит:
В знак дружбы между мальтийским и армянским народами. Армения благодарит Мальту за поддержку, оказанную армянам, нашедшим убежище на этом острове в трагические для армянского народа дни 1375 и 1915 годов

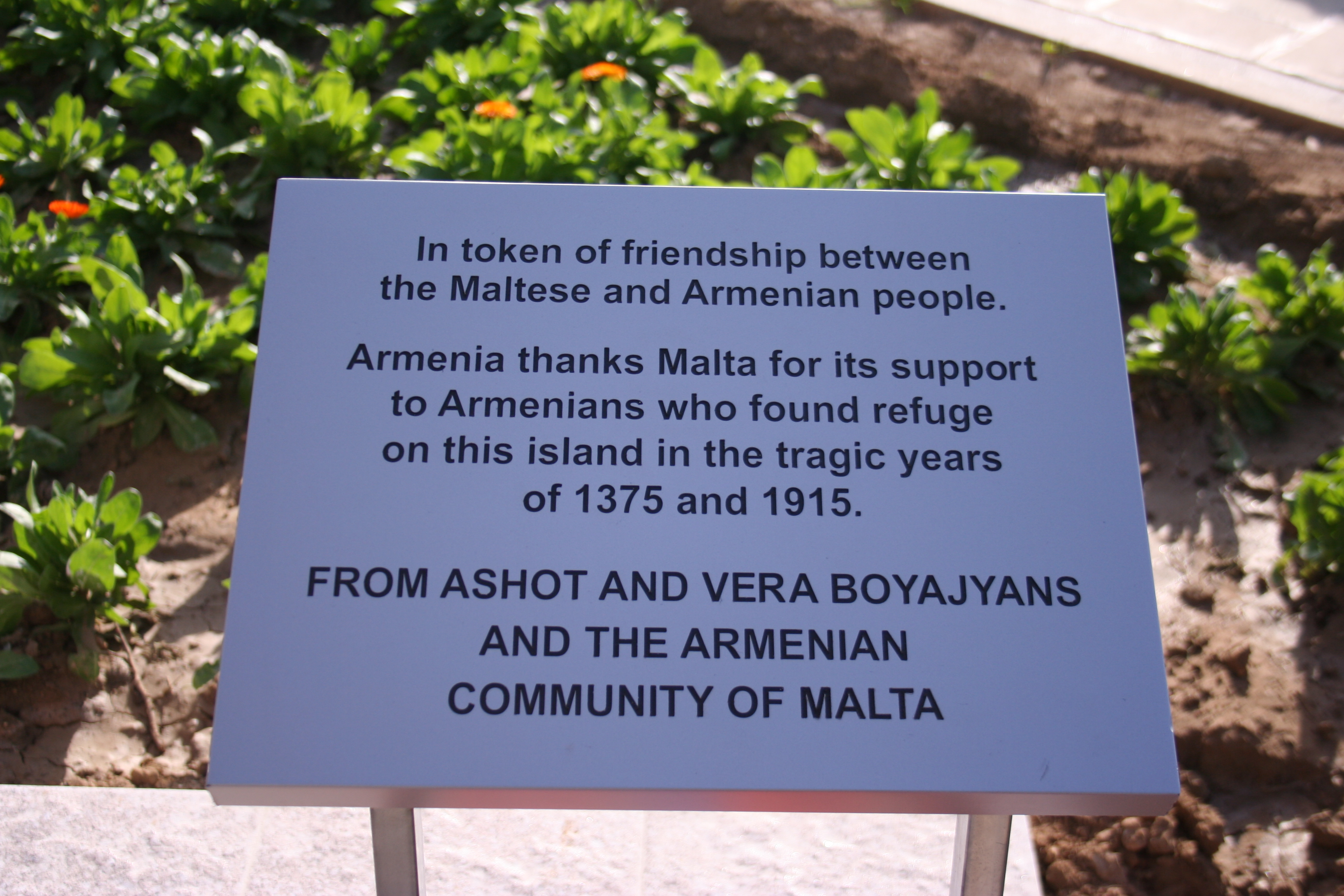
Памятная доска у Хачкара

К достижениям Общины относится инициирование создания депутатской группы дружбы Армения-Мальта в Национальном Собрании Республики Армения, а также создания аналогичной группы-дружбы Мальта-Армения в Парламенте Республики Мальта.
Руководство Армянской Общины Мальты приняло решение о строительстве армянской церкви на Мальте, а также установке монумента первому католикосу армян Григору Просветителю. В настоящее время ведётся активная работа по реализации данного проекта.
Армянская Община Мальты — единственная организация, представляющая интересы армян на Мальте и оказывающая юридическую поддержку своим членам. 24 июля 2009 года был запущен официальный сайт Армянской Общины Мальты на трёх языках: английском, армянском и русском.